# Équipe de Corée du Nord de hockey sur glace
Cet article traite de l'équipe masculine. Pour l'équipe féminine, voir Équipe de Corée du Nord féminine de hockey sur glace.
L'équipe de Corée du Nord de hockey sur glace est la sélection nationale de la Corée du Nord regroupant les meilleurs joueurs nord-coréens de hockey sur glace lors des compétitions internationales. L'équipe est sous la tutelle de la Fédération de Corée du Nord de hockey sur glace. L'équipe est classée 41e sur 50 équipes au classement IIHF en 2019 . 

## Résultats

### Jeux olympiques
L'équipe de Corée du Nord n'a jamais participé aux Jeux olympiques.

### Championnats du monde
Durant les Jeux Olympiques de 1980, 1984 et 1988 il n'y a pas eu de compétition du tout.
- 1920-1973 -  Ne participe pas
- 1974 - 22e place (8e du Groupe C)
- 1975-1980 -  Ne participe pas
- 1981 - 23e place (7e du Groupe C)
- 1982 - Ne participe pas
- 1983 - 24e place (8e du Groupe C)
- 1985 - 23e place (7e du Groupe C)
- 1986 - 23e place (7e du Groupe C)
- 1987 - 22e place (6e du Groupe C)
- 1989 - 22e place (6e du Groupe C)
- 1990 - 21e place (5e du Groupe C)
- 1991 - 23e place (7e du Groupe C)
- 1992 - 22e place (2e du Groupe C1)
- 1993 - 26e place (6e du Groupe C)
- 1994-2001 - Ne participe pas
- 2002 - 1re de la qualification division II
- 2003 - 4e de Division II, Groupe B
- 2004 - 3e de Division II, Groupe B
- 2005 - 3e de Division II, Groupe B
- 2006 - 4e de Division II, Groupe B
- 2007 - Forfait
- 2008 - 1re de Division III
- 2009 - 6e de Division II, Groupe B
- 2010 - 1re de Division III, Groupe B
- 2011 - Forfait [3]
- 2012 - 2e de Division III
- 2013 - 2e de Division III
- 2014 - 2e de Division III
- 2015 - 1re de Division III
- 2016 - 5e de Division IIB
- 2017 - 4e de Division IIB
- 2018 - 4e de Division IIB
- 2019 - 6e de Division IIB
- 2020 - Annulé en raison du coronavirus
- 2021 - Annulé en raison du coronavirus
- 2022 - Forfait

Note :  Promue ;  Reléguée

### Jeux asiatiques d'hiver
- 1986 - 4e place
- 1990 - 4e place
- 1996 - Ne participe pas
- 1999 - Ne participe pas
- 2003 - Ne participe pas
- 2007 - 5e place
- 2011 - Ne participe pas
- 2017 - Ne participe pas

### Coupe d'Asie
Cette compétition n'a existé que pour trois éditions.
- 1992 -
- 1993 -
- 1995 - 5e place

## Classement mondial
| Année     | Rang | Points | Progression |
| --------- | ---- | ------ | ----------- |
| 2003      | 41   | 680    |             |
| 2004      | 37   | 950    | +4          |
| 2005      | 36   | 1 105  | +1          |
| Mai 2006  | 36   | 1 105  | ±0          |
| 2007      | 44   | 660    | -8          |
| 2008      | 44   | 645    | ±0          |
| 2009      | 43   | 705    | +1          |
| Fév. 2010 | 43   | 705    | ±0          |
| Mai 2010  | 43   | 730    | ±0          |
| 2011      | 45   | 485    | -2          |

| Année     | Rang | Points | Progression |
| --------- | ---- | ------ | ----------- |
| 2012      | 45   | 540    | ±0          |
| 2013      | 45   | 600    | ±0          |
| Fév. 2014 | 45   | 600    | ±0          |
| Mai 2014  | 43   | 675    | +2          |
| 2015      | 42   | 770    | +1          |
| 2016      | 40   | 825    | +2          |
| 2017      | 39   | 885    | +1          |
| Fev. 2018 | 40   | 885    | -1          |
| Mai 2018  | 41   | 925    | -1          |
| 2019      | 41   | 905    | ±0          |

## Équipe junior moins de 20 ans

### Championnats du monde junior
- 1977-1987 - Ne participe pas
- 1988 - 7e du Groupe C
- 1989 - 3e du Groupe C
- 1990 - 2e du Groupe C
- 1991 - 1re du Groupe C
- 1992 - 8e du Groupe B
- 1993 - 6e du Groupe C
- 1994-2008 - Ne participe pas
- 2009 - Division III annulée
- 2010 - 3e de Division III
- 2011 - 3e de Division III
- 2012-2018 - Ne participe pas

## Équipe des moins de 18 ans

### Championnats du monde moins de 18 ans
- 2000 - 1er de Division I Océanie
- 2001 - 8e de Division I
- 2004-2018 - Ne participe pas

### Championnats d'Asie-Océanie des moins de 18 ans
Cette compétition n'est plus tenue depuis 2002.
- 1984-1986 - Ne participe pas
- 1987 -
- 1988-1990 - Ne participe pas
- 1991 -
- 1992 -
- 1993-1998 - Ne participe pas
- 1999 - Premier de Division II
- 2000 -
- 2001-2002 - Ne participe pas